# Gerhard Landmann (Fußballspieler)
Gerhard Landmann (* 5. März 1933) ist ein ehemaliger deutscher Fußballspieler. Er spielte für die BSG Einheit Pankow und den SC Chemie Halle in den 1950er und 1960er Jahren in der DS- bzw. DDR-Oberliga.

## Sportliche Laufbahn
Landmann kam 1951 zur neu gegründeten Sektion Fußball der Ost-Berliner Betriebssportgemeinschaft (BSG) Einheit Pankow. Diese war ins Leben gerufen worden, nachdem der VfB Pankow nach der Saison 1950/51 aus der DS-Oberliga, der höchsten Spielklasse im DDR-Fußball, abgestiegen war. Da gleichzeitig auch die SG Lichtenberg 47 absteigen musste, wäre Ost-Berlin in der neuen Spielzeit nur mit einer Sportgemeinschaft (SG Union Oberschöneweide) vertreten gewesen. Da die DDR-Führung ein starkes Interesse an der sportlichen Darstellung der „Hauptstadt der DDR“ hatte, veranlasste sie, dass Einheit Pankow als 19. Mannschaft ohne sportliche Qualifikation in die Oberliga eingegliedert wurde.
Da nur wenige VfB-Spieler bereit gewesen waren, zur BSG Einheit zu wechseln, mussten zahlreiche neue Spieler angeworben werden. Unter ihnen war auch der 18-jährige Gerhard Landmann als einer der Jüngsten in der Mannschaft. Er kam erst ab Dezember 1951 zum Einsatz, wurde danach aber noch in weiteren 17 Punktspielen eingesetzt, in denen er in der Regel als halbrechter Stürmer spielte. In diesen Begegnungen erzielte er drei Tore. Am Ende der Saison hatte sich die Mannschaft als nicht erstligatauglich erwiesen und musste absteigen. In der Saison 1952/53 bestritt Landmann mit der BSG Einheit noch zehn Punktspiele in der zweitklassigen DDR-Liga.
Im Januar 1953 wechselte er zum DDR-Liga-Konkurrenten HSG Wissenschaft Halle, wo er bis Mitte 1958 Zweitligafußball spielte. Die Hochschulsportgemeinschaft (HSG) wurde 1955 in den Sportclub Wissenschaft aufgewertet, dessen Leistungssportsektionen aber im Juni 1958 dem SC Chemie Halle angegliedert wurden. Während die Sektion Fußball noch die restlichen 1958er Punktspiele als SC Chemie II weiter in der DDR-Liga absolvierte, wurde Landmann sofort in die Oberligamannschaft übernommen, in der er bis zum Saisonende alle 14 Punktspiele in der Abwehr oder im Mittelfeld bestritt. Danach stieg auch der SC Chemie in die DDR-Liga ab. Die Mannschaft kehrte nach einem Jahr wieder in die Oberliga zurück, Landmann war daran aber nur mit 16 Einsätzen in den 26 Punktspielen beteiligt. In der Oberligasaison 1960 war er mit 17 Punktspieleinsätzen zunächst Stammspieler im Mittelfeld, machte aber das letzte Viertel der Saison nicht mehr mit. Für die Spielzeiten 1960 und 1961/62 meldete der SC Chemie Landmann weiterhin für den Oberligakader, der dort jedoch nicht mehr auftrat. Stattdessen spielte Landmann von 1961 bis 1964 für die HSG Wissenschaft Halle in der viert- bzw. ab 1963 drittklassigen Bezirksliga Halle. 1964/65 spielte Landmann für den Bezirksligisten BSG Turbine Halle, die die Sektion Fußball der HSG Wissenschaft übernommen hatte.